# 日本カルヴィニスト協会
日本カルヴィニスト協会（にほんカルヴィニストきょうかい、略称：JCA）は、1954年11月23日に発会したカルヴァン主義運動の団体。指導者は松尾武牧師。
協会結成式で、歴史的改革派信仰に立つキリスト教が最も聖書的なキリスト教であると確信する、と宣言した。
当初の会員は50名ほど。1955年7月にカルヴィン主義学生運動が解散してJCAに加入し、会員数は70名を超えた。会員の多くは日本キリスト改革派教会の教職、信徒である。

## 翻訳及び出版
- E.ヤング著『旧約聖書諸論』
- ジョン・グレッサム・メイチェン著『パウロ宗教の起源』
- ウォーフィールド著『聖書の霊感と権威』